# Neviano degli Arduini
Neviano degli Arduini es un municipio situado en la provincia de Parma, en Emilia-Romaña (Italia). Tiene una población estimada, a fines de mayo de 2022, de 3430 habitantes.

## Demografía
| Gráfica de evolución demográfica de Neviano degli Arduini entre 1861 y 2022 |
|                                                                             |
| Fuente: ISTAT - Elaboración gráfica de Wikipedia                            |